# 曾宪揆
曾宪揆（1926年8月21日—1987年12月21日），湖北汉川人，中华民国外交官。
曾宪揆早年毕业于上海震旦大学法律系，后赴西班牙留学，获马德里中央大学政治系学士学位。曾在南越自由太平洋社任职，1959年赴台。此后历任外交部礼宾司专员、主任秘书、交际科长、副司长等职。1966年任中华民国驻西班牙大使馆参事，1970年升为公使衔参事。同年出任中华民国驻玻利维亚大使。1975年至1987年出任中华民国驻巴拿马大使，1987年12月逝世。